# Frank Williams (Architekt)
Frank Edward Williams (* 14. Dezember 1936 in Ashburn, Georgia; † 25. Februar 2010 in New York City) war ein US-amerikanischer Architekt.

## Leben
Frank Edward Williams war der Sohn eines Ingenieurs und einer Anwaltsgehilfin. Er hatte fünf Geschwister. Er schloss 1961 sein Architekturstudium an der University of California, Berkeley ab und studierte anschließend vier weitere Jahre an der Harvard University. Bevor er mit Frank Williams and Partners Architects sein eigenes Architekturbüro gründete, unterrichtete er vier weitere Jahre Architektur an der Columbia University. In seiner über vier Jahrzehnte andauernden Karriere entwarf er 20 Wolkenkratzer in New York City und 16 weitere Hochhäuser in Städten wie Hongkong, Moskau, Seoul, Shanghai und Taipei.
Am 25. Februar 2010 verstarb Williams im Alter von 73 Jahren an den Folgen seiner Speiseröhrenkrebserkrankung.

## Entworfene Gebäude

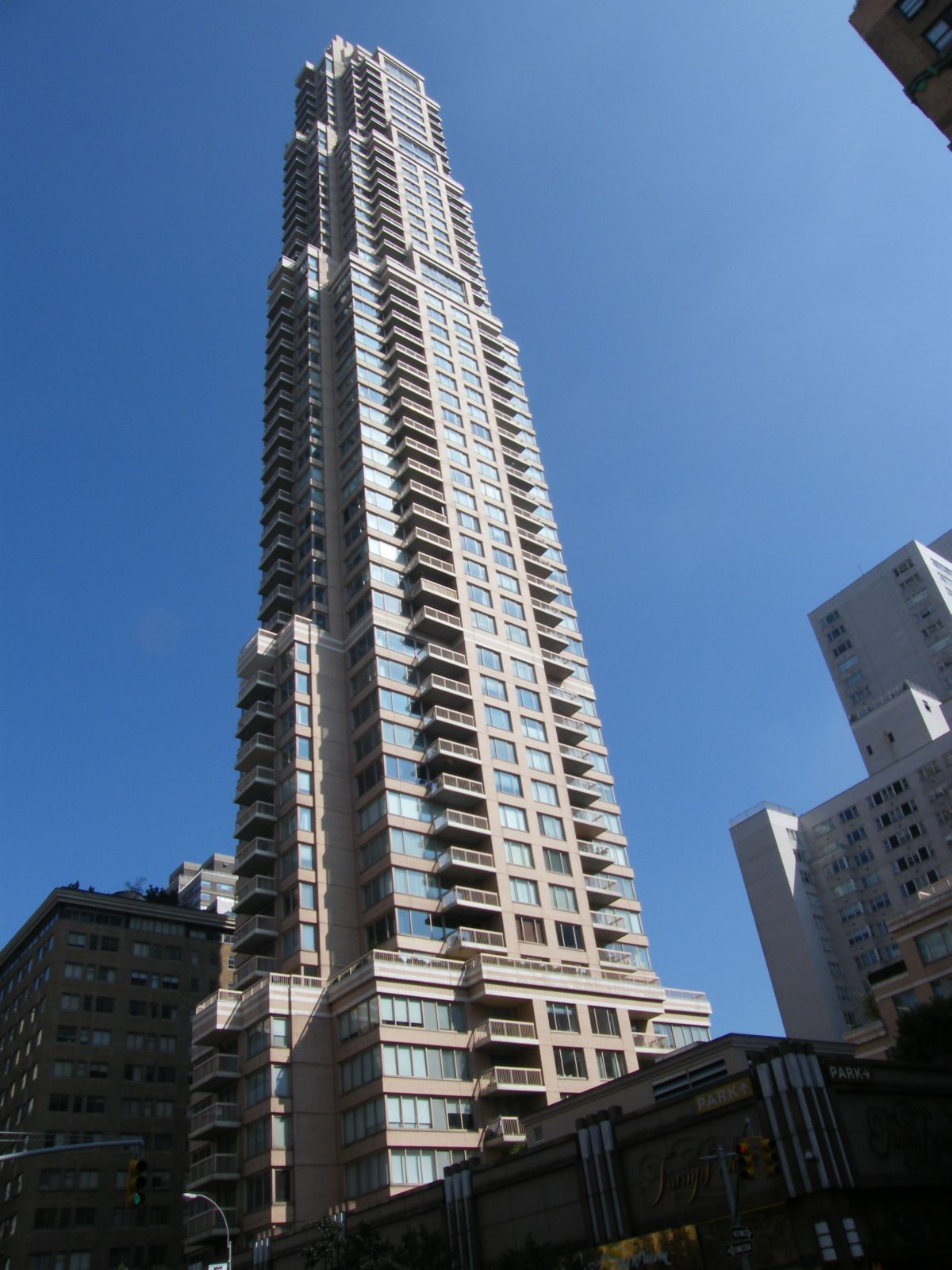
Trump Palace Condominiums
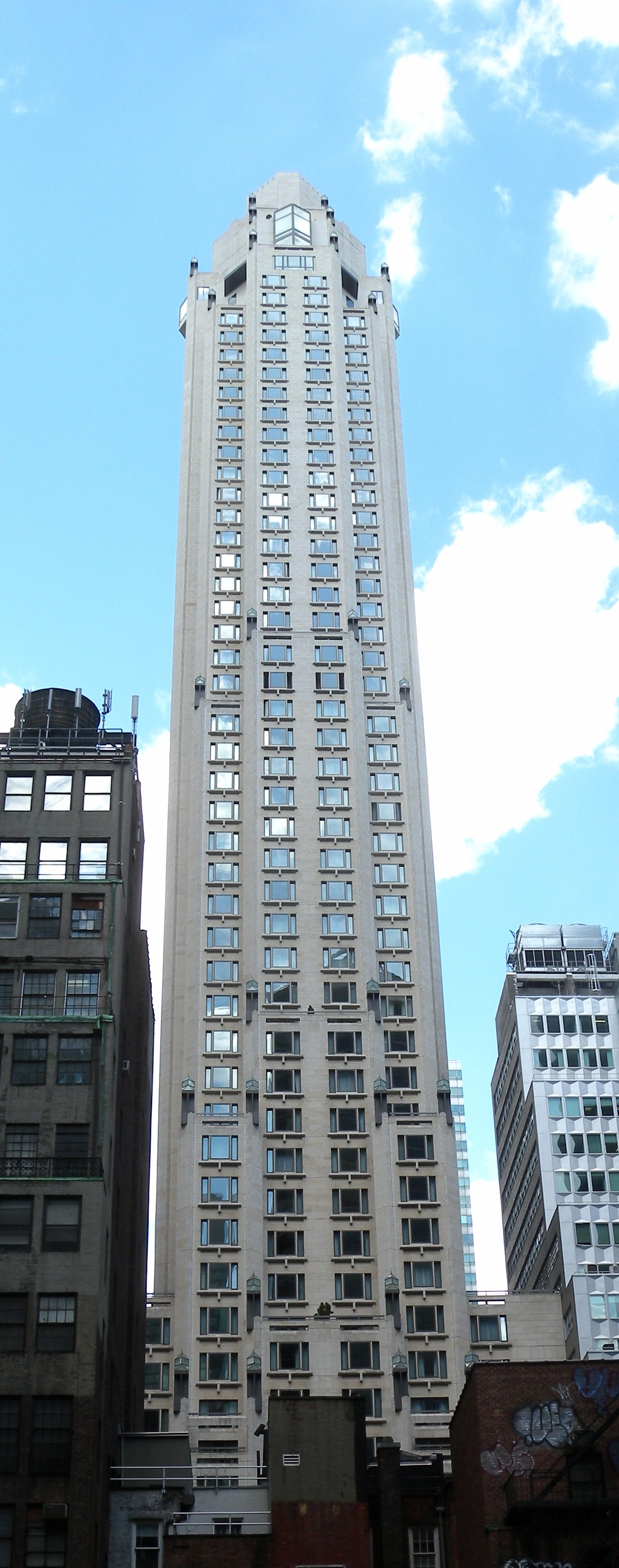
Four Seasons Hotel New York
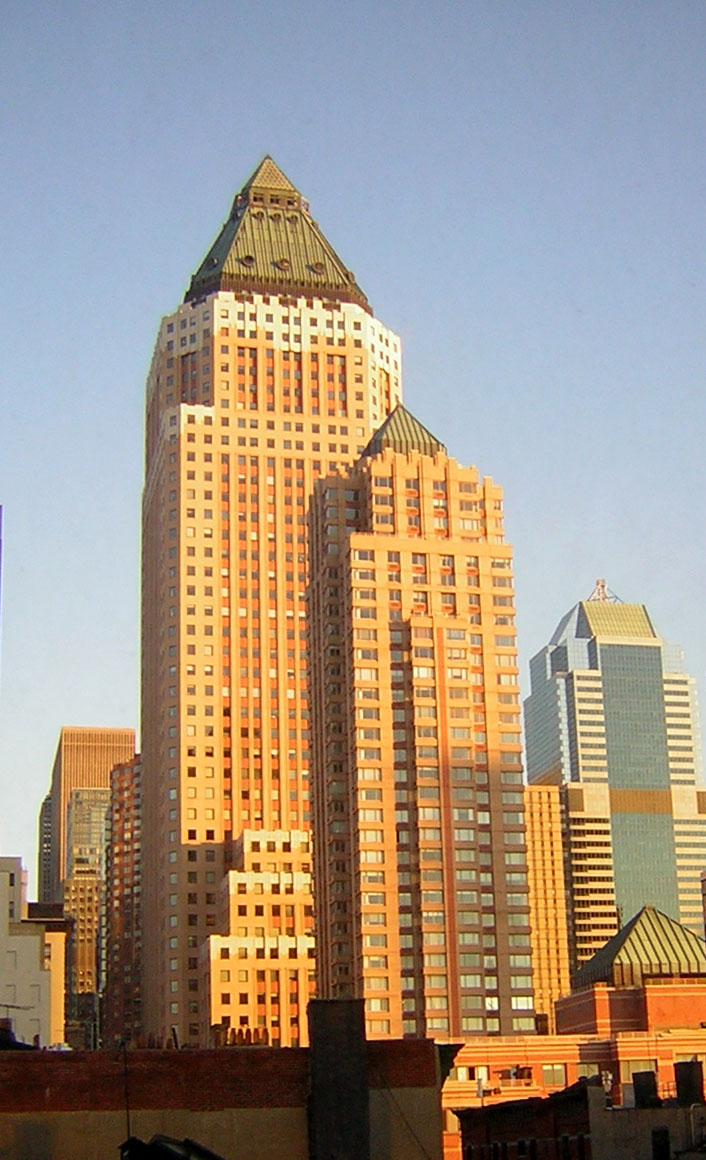
One Worldwide Plaza